# タケハリカビ
タケハリカビ Spinellus はケカビ目のカビの1群である。キノコの傘から生じ、多数のまっすぐに突き出す胞子嚢柄を並べる。

## 特徴
S. fusiger に基づいて記す。菌糸体は褐色に色づく気中菌糸をよく出す。
無性生殖は胞子嚢胞子による。大型の胞子嚢のみをつける。胞子嚢柄は長大で高さ6cmに達し、真っ直ぐで分枝を出さない。胞子嚢柄は先細りの形となっており、往々に基部近くが膨らみ、また褐色を帯びて、不規則に隔壁がある。胞子嚢はほぼ球形で径150-300μmほど、成熟につれて暗褐色から黒色となる。柱軸は黄色から淡褐色、時に黒みを帯びていて球形から洋なし型など、胞子嚢柄とは滑らかに続き、つまり胞子嚢の下がくびれないで滑らかにすぼみ、この部分がアポフィシスと呼ばれる部分となる。胞子嚢胞子は褐色を帯び、紡錘形で30-55×9-20μm。
有性生殖は接合胞子嚢による。気中菌糸に形成され、亜球形からたる型で黒く成熟し、径150-450μm。支持柄は膨らんでおり、網状の模様が出る。単為発生的に形成される疑似接合胞子嚢が形成されることもある。

## 栄養
キノコに寄生している形で発見される。宿主とするキノコは主にクヌギタケ属 Mycena のもので、日本では特にチシオダケ M. heamatopus の上で見いだされる。上記のように背丈が高い胞子嚢柄が分枝せず、胞子嚢も大型のため、傘の上に多数のピンを立てたような姿となるので、見つかりやすい。

### 培養
寄生性ではあるが、純粋培養されている。通常の培地で培養可能である。Ellis &Hesseltine(1962)は本属のものをキノコ上から麦芽寒天培地上へ菌糸体からと胞子から発生させた純粋培養株を得ている。この報告で著者らは本属の菌がもっともよく育つ培地成分を示し、また、最適pHは4-5とかなり酸性よりであったという。培養温度も20度以下で、15℃が最適であるという。また寒天培地上での胞子の発芽は遅い上に発芽率はごく低いという。しかし発芽後の成長は速く、培地上に高さ5-6cmにもなる胞子嚢を形成した。

## 分布
S. fusiger がもっともよく知られており、ヨーロッパと北アメリカから知られ、また日本からも記録がある。この種を含め、本属のものは低温を好み、寒冷な地域で見つかっている。

## 分類など
本属は大型の胞子嚢のみをつけるものなのでケカビ属 Mucor やクモノスカビ属 Rhyzopus、ヒゲカビ属 Phycomycesに似ているが、ケカビ属、ヒゲカビ属とはアポフィシスがあることで、クモノスカビ属とは匍匐菌糸を出さないことで見分けられる。現実的には本属のものは必ずキノコの傘の上に出るので、それらと混同することは考えにくい。同様にキノコに寄生するものとしては本属と同じケカビ目のフタマタケカビ属 Syzygites やディクラノフォラ属 Dyclanophora など数属があるが、それらはいずれも胞子嚢柄が細かな分枝を出すので見間違えることはない。他にもキノコに生じるカビはあるが、本属のような外見にはならない。
分類上は、古典的には大型の胞子嚢のみをつけることからケカビ科 Mucoraceae とし、あるいはそれを細分して条件的寄生菌であるフタマタケカビ属などとどもにディクラノフォラ科 Dicranophoraceae とするなどの扱いをされた。しかし近年の分子系統に基づく検討でこのような体系は大きく変更を受けた。Hoffmann et al.(2013) では本属ともっとも類縁が近いものはヒゲカビ属であり、この2属でヒゲカビ科 Phycomycetaceae を構成する、としている。またこの科と同じクレードを構成するものとしてはサクセネア Sakusenaea と Apophysomyces からなるサクセネア科 Saksenaeaceae と、ラジオミケス属 Radiomyces のみからなるラジオミケス科 Radiomycetaceae がある、としている。なおヒゲカビ属は本属以上に大きくなるカビで、普通で数cmだが時に20cmにも達する胞子嚢柄の先端に大きい胞子嚢をつける。この柄が分枝しないこと、柄や胞子嚢が強く着色する点などは共通する。

### 下位分類
本属には複数種の記載があり、Zycha et al.(1968)は以下の5種を認めている。これらは胞子嚢胞子の形や大きさで判別出来る。日本からは S. fusiger が報告されている。
- Spinellus タケハリカビ属
  - S. arvernensis
  - S. chalybeus
  - S. fusiger
  - S. gigasporus
  - S. sphaerosporus